# Urvashi Vaid
Urvashi Vaid, née à New Delhi le 8 octobre 1958 et morte le 14 mai 2022 à New York, est une avocate, écrivaine et activiste LGBT indienne naturalisée américaine.

## Biographie

### Enfance et éducation
Fille de l'écrivain Krishna Baldev Vaid, Urvashi Vaid est née à New Delhi en Inde et a déménagé aux États-Unis à l'âge de huit ans avec sa famille. À l'âge de 11 ans, elle participe au mouvement contre la guerre du Viêt Nam.
En 1975, elle entre au Vassar College et y obtient un baccalauréat universitaire ès lettres en anglais et sciences politiques. Elle s'y implique dans une variété de causes sociales et politiques.
En 1980, elle entre à l'école de droit de l'université du Nord-Est à Boston et en 1983, elle y reçoit son doctorat de droit. En 1982, à l'université Northeastern, elle fonde la Boston Lesbian/Gay Political Alliance, une organisation politique non partisane qui encourage des candidats à des postes politiques et regroupe des avocats pour défendre la communauté gay de Boston.

### Carrière
Sa carrière est étroitement liée à son activisme politique. De 1983 à 1986, Urvashi Vaid est avocate pour l'Union américaine pour les libertés civiles dans le cadre du National Prison Project. Elle est à l'origine des travaux de l'association sur le VIH dans les prisons.
Elle occupe ensuite différents postes à la National LGBTQ Task Force (NGLTF), la plus ancienne organisation des droits civiques LGBT des États-Unis. Entre 1986 et 1989, elle y travaille en tant que directrice des médias, puis en tant que directrice générale jusqu'en 1992. Elle montre au grand public les luttes de la communauté LGBT, évoque les manipulations des médias à leur sujet et organise de nombreuses manifestations sur des sujets tels que l'avortement et la Guerre du Golfe. Entre 1997 et 2001, elle devient ensuite la directrice du Think tank de l'organisation. Elle y entreprend des travaux sur la justice raciale et économique, sur les organisations religieuses et sur les sciences sociales.
De 2000 à 2005, elle est directrice adjointe de la gouvernance et de la société civile de la fondation Ford.
De 2004 à 2014, elle siège au conseil d'administration de la fondation gill (en), qui est dédiée à la réalisation de l'égalité des chances, indépendamment de l'orientation sexuelle et l'identité de genre.
Entre 2005 et 2010, Urvashi Vaid est directrice générale de la fondation Arcus (en).
En avril 2009, le magazine Out  la nomme parmi les 50 personnes LGBT les plus influentes aux États-Unis.
De 2011 à 2015, elle est directrice du Engaging Tradition Project au centre de droit du genre et de la sexualité à la Columbia Law School. Le projet s'est concentré sur la façon dont la tradition est utilisée dans les mouvements pour l'égalité des sexes et de la sexualité.
En juillet 2012, Urvashi Vaid fonde le LPAC, le premier des super PAC (Comité d'action politique) en vue d'aider des lesbiennes.
À partir de mai 2015, Urvashi Vaid est directrice générale du Vaid Group LLC, une société de conseil spécialisée qui aide les personnes et organismes travaillant à la réalisation de la justice sociale dans un large éventail de domaines.
En octobre 2017, elle est nommée directrice générale par intérim de LPAC. Elle est également présidente du conseil d'administration du fonds d'action du Planned Parenthood.

### Vie privée
Urvashi Vaid partage son temps entre Manhattan et Provincetown dans le Massachusetts où elle vit avec sa partenaire, la comédienne Kate Clinton (en) depuis 1988.
Cette autrice et avocate est décédée des suites d'un cancer en 2022, dans sa maison à New York.

## Points de vue sur les questions LGBT
Urvashi Vaid développe dans ses ouvrages la notion d'intersectionnalité. Elle estime que l'égalité des lesbiennes, des gays, des bisexuels et des transgenres (LGBT) ne peut se produire que lorsque les grandes institutions de la société et de la famille sont plus inclusives par rapport à la race, au genre, et aux différences économiques. Son livre, Virtual Equality: The Mainstreaming of Gay and Lesbian Liberation (1995), qui a remporté le  Stonewall Book Award en 1996, vise à démontrer que l'intégration de la sexualité LGBT dans le statu quo n'a pas le même impact que de transformer les institutions pour les rendre plus équitables. Son livre Irresistible Revolution:  Confronting Race, Class and the Assumptions of LGBT Politics (2012) émet des critiques sur les préjugés sexistes et racistes du mouvement LGBT mainstream et souligne à nouveau que la mobilisation pour la justice sociale est ce qui va permettre aux membres de la communauté LGBT de réaliser l'égalité et de la justice.
Après la sortie de son livre Irresistible Revolution: Confronting Race, Class and the Assumptions of LGBT Politics, Urvashi Vaid confie au magazine Curve que sa plus grande peur serait que les communautés LGBT, préoccupés par les victoires dans la lutte pour l'égalité du mariage ralentissent leur mouvement. Elle a plaidé en faveur d'un mouvement plus inclusif, qui engloberait tout le monde sans distinction de race, de classe, d'ethnie, d'âge ou de capacité.
Urvashi Vaid espère que l'avenir des communautés LGBT permettra d'accomplir deux choses : « l'une est de prendre soin des membres de notre communauté qui sont les moins puissantes: les personnes LGBT à faible revenu, les personnes transgenres et les femmes de notre communauté, dont les droits sont bafoués, les enfants et les personnes âgées » et « la deuxième chose est que la communauté LGBT utilise son pouvoir politique pour pouvoir créer une société plus juste pour tout le monde ».

## Publications
- Urvashi Vaid, Virtual Equality : The Mainstreaming of Gay and Lesbian Liberation, Anchor Books, Doubleday, 1996, 440 p. (ISBN 0-385-47298-6)
- Urvashi Vaid, John D'Emilio et William B. Turner, Creating Change : Sexuality, Public Policy, and Civil Rights, Stonewall Inn Editions, 2002 (ISBN 0-312-28712-7)
- Urvashi Vaid, It Gets Better : Coming Out, Overcoming Bullying, and Creating a Life Worth Living, Dutton Publishing, 2011 (ISBN 978-0-525-95233-6 et 0-525-95233-0)
- Urvashi Vaid, Irresistible Revolution: Confronting Race, Class and the Assumptions of LGBT Politics, Magnus Livres, 2012  (ISBN 978-1936833290)